# Lycosa shansia
Lycosa shansia är en spindelart som först beskrevs av Henry Roughton Hogg 1912.  Lycosa shansia ingår i släktet Lycosa och familjen vargspindlar. Inga underarter finns listade i Catalogue of Life.